# Afrika-Karibik-Festival
Das one race … human! Afrika-Karibik-Festival (unter den Besuchern auch „AKF“ genannt) findet seit 1998 jährlich am zweiten Augustwochenende auf dem Festplatz in Aschaffenburg statt. Bis zu 60.000 Menschen besuchen das Festival am bayerischen Untermain jährlich.

## Allgemeines
Seit 1998 findet das „one race… human!“ Afrika-Karibik-Festival (von 1998 bis 2000 noch unter dem Namen Afrika Kultur Festival) im Aschaffenburger Stadtteil Leider auf der linken Mainseite auf dem ehemaligen Exerzierplatz, jetzt Volksfestplatz, statt.
Grundidee war und ist es, einen Beitrag für die Menschenfreundlichkeit zu leisten, Werte und Inhalte zu vermitteln und die Musik und die Kultur des afrikanischen Kontinents und der Karibik zu transportieren.
Bereits seit dem 4. Afrika-Karibik-Festival 2001 ist das Motto „one race…human!“ im Namen verankert. 2001 wurde der Verein One Race Human e. V. gegründet, für den alle Mitarbeiter der Agentur ehrenamtlich arbeiten.
Das „one race…human!“ Afrika-Karibik-Festival dient seit den Anfängen als Plattform für verschiedene Hilfsorganisationen und Vereine. Aus den Überschüssen des Festivals gehen Spenden an verschiedene Hilfsprojekten weltweit.
2015 wurde das Festivalgelände am Main erstmals in zwei Bereiche aufgeteilt: den Bereich der „ONE RACE HUMAN“-Concerts und dem eigentlichen Afrika-Karibik-Bereich.
Im Jahr 2018 wurde das Festival umbenannt in „ONE RACE…HUMAN!“ Festival.

## ONE RACE HUMAN-Concerts
Im Bereich der ONE RACE HUMAN-Concerts finden an den Festivaltagen auf der Hauptbühne die Konzerte statt. So traten hier beispielsweise bereits Künstler wie Habib Koité, Cro, Mark Forster,
Gentleman, Joris, Beginner, Omi und viele weitere auf.

## Afrika-Karibik-Bereich
Neben dem Konzertbereich gibt es zusätzlich den Afrika-Karibik-Bereich, in dem unter anderem auf der sogenannten „Beach-Stage“ die Auftritte kleinerer Künstler, Newcomer und Weltmusiker stattfinden. Hier standen bereits Künstler wie Ohrbooten, Kelvin Jones, Julian Marley, I-Fire, Georg auf Lieder, Sebastian Sturm und weitere auf der Bühne. Darüber hinaus beinhaltet dieser Bereich einen Weltbasar, eine exotische Speisemeile, eine Beach-Area, einen Kinderbereich und eine Culture-Stage.